# (26117) 1991 RX21
1991 أر أكس 21 (ويعرف أيضًا باسم (26117) 1991 أر أكس 21 وفق تسمية الكوكب الصغير) (بالإنجليزية: 1991 RX21)‏ هو كويكب ضمن حزام الكويكبات؛ وترتيبه 26117 من حيث الاكتشاف.
اكتُشف هذا الجُرم الفلكي بواسطة هنري هولت إي في 11 سبتمبر 1991.

## وصلات خارجية
- (26117) 1991 RX21 في قاعدة بيانات مختبر الدفع النفاث لأجرام النظام الشمسي الصغيرة

- الاكتشاف · مخطط المدار ·  العناصر المدارية · المعلمات المادية

- (26117) 1991 RX21 على موقع ويكي سكاي: DSS2, SDSS, GALEX, IRAS, Hydrogen α, X-Ray, Astrophoto, Sky Map, Articles and images